# Зелёный (Курганская область)
Зелёный — посёлок в Кетовском районе Курганской области. Входит в состав Иковского сельсовета.

## География
Расположен в 0,5 км к востоку от центра сельского поселения села Иковка.

## Население
| 1989 | 2002 | 2010 |
| ---- | ---- | ---- |
| 90   | ↘89  | ↗113 |